# تپه شادمان ۴
تپه شادمان ۴ در شهرستان بوئین‌زهرا، روستای شادمان واقع شده و این اثر در تاریخ ۱۰ مهر ۱۳۸۰ با شمارهٔ ثبت ۳۹۲۴ به‌عنوان یکی از آثار ملی ایران به ثبت رسیده است.